# Franz Hüller
Franz Hüller (* 6. Februar 1885 in Graslitz, Bezirk Graslitz, Österreich-Ungarn; † 19. November 1967 in Prien am Chiemsee) war ein deutscher Germanist.

## Leben
Nach dem Schulbesuch studierte er an der Deutschen Universität Prag. Danach war er als Redakteur an der großen „Prager-Ausgabe“ der Werke Adalbert Stifters beteiligt. Später arbeitete er als Lehrer und Literaturhistoriker.
1902 gründete Hüller das Stifter-Archiv in Prag. Ferner war er Mitgründer der Gesellschaft zur Förderung deutscher Wissenschaft, Kunst und Kultur in Böhmen.
Nach dem Zweiten Weltkrieg ließ er sich in Rosenheim nieder, wo er bis 1947 als Oberstudienrat wirkte.

## Auszeichnungen
- 1960: Ernennung zum Professor h. c.
- Adalbert-Stifter-Medaille